# Ε-カプロラクトン
ε-カプロラクトン（イプシロン-カプロラクトン、ε-caprolactone）は、環状エステルおよびラクトンの一つで、化学式が(CH2)5CO2の七員環化合物である。常温では無色の液体で、多くの有機溶媒と混和する。工業的にはε-カプロラクタムの前駆体として多量に合成される。消防法に定める第4類危険物 第3石油類に該当する。

## 合成
ε-カプロラクトンはシクロヘキサノンと過酢酸からバイヤー・ビリガー酸化によって工業的に合成される。主に生産しているのはアメリカのBASF社、日本のダイセル、そしてイギリスのPerstorp社である。

## 用途
ε-カプロラクトンはその大部分がε-カプロラクタムの原料として消費される。また、高度に特殊化したポリマーのモノマーとしても用いられる。開環重合させるとポリカプロラクトン（PCL）が生成する。

## 反応
主要な反応はε-カプロラクタムへの変換で、年間10億kg単位で合成が行われている。ε-カプロラクトンを高温でアンモニア処理するとε-カプロラクタムが生成する。
{\displaystyle {\ce {{(CH2)5CO2}+ NH3 -> {(CH2)5C(O)NH}+ H2O}}}
ε-カプロラクトンをカルボニル化し、加水分解するとピメリン酸が得られる。ラクトン環はアルコールや水などの求核試薬により容易に開環し、ポリラクトンを経て最終的には6-ヒドロキシアジピン酸となる。